# Чеплак, Иоланда
Иоланда Чеплак — словенская легкоатлетка, которая специализировалась в беге на 800 метров. Бронзовая призёрка олимпийских игр 2004 года с результатом 1.56,43. Серебряная призёрка чемпионата мира в помещении 2004 года. Действующая рекордсменка мира на дистанции 800 метров в помещении — 1.55,82.
В 2002, 2003 и 2004 года становилась спортсменкой года в Словении.
В настоящее время замужем за словенским прыгуном тройным Андреем Батагелием.